# Hugo Fernández Faingold
Hugo Fernández Faingold   (Montevideo, 1 de març de 1947 - 22 de maig de 2025) va ser un polític uruguaià que va ser vicepresident del seu país entre els anys 1998 i 2000.

## Biografia
Va néixer a Montevideo, i va cursar estudis al país i a l'exterior. Fill del professor Hugo Fernández Artucio i de Julia Faingold.
Pertanyent al Partit Colorado, el 1985 va ser designat pel president Julio María Sanguinetti Coirolo ministre de Treball, càrrec que va ocupar durant quatre anys, fins a 1989.
Aquell any, quan Jorge Batlle Ibáñez va derrotar en les eleccions internes de la Llista 15 a Enrique Tarigo Vázquez, vicepresident i delfí polític de Sanguinetti, Fernández Faingold va presentar la seva pròpia candidatura presidencial, alineada amb el president sortint, obtenint una votació molt reduïda en l'elecció celebrada el 26 de novembre de 1989.
El 1994 va ser elegit senador pel Fòrum Batllista, encapçalant la llista al Senat de l'esmentat sector. Va exercir aquest càrrec fins a l'any 1998, quan va haver d'assumir la Vicepresidència de la República després de la mort del seu titular Hugo Batalla Parentini, esdevingut l'octubre d'aquell any.
En aquest mateix 1998, va competir en una elecció interna del Fòrum Batllista per elegir el precandidat presidencial del sector per a les internes d'abril de 1999, i va ser derrotat per Luis Hierro López.
El 1999 va resultar electe senador, però va renunciar a la banca el 2000, després d'ocupar-la durant poques setmanes, per assumir com a ambaixador uruguaià als Estats Units d'Amèrica, càrrec que va ocupar fins a l'any 2005.